# Чонджагват
Чонджагван —  (корейский: 정자관) - разновидность кванмо  (관모; 冠帽) традиционной шляпы. 
Мужчкая шляпа, часть традиционного мужского костюма стиля ханбок. Предназначена для ношения в помещении. это была шляпа, которую носили мужчины из янбан, высшего класса периода  Чосон, существовавшего с XIV века до 1897 года.
В основном его носили дома как повседневный головной убор вместо гата, официального головного убора.
Как и неоконфуцианство, пришедшее в Корею из Китая и впоследствии развитое местными философами, чонджагваны представляли собой форму, доработанную на основе китайской модели.
Во времена династии Сун два известных конфуцианских ученых, Чэн И (程颐) и Чэн Хао (程灏), часто носили такие шляпы, поэтому они также были известны как шляпы Чэн (程子冠).
Чонджагван продолжали носить и в краткий период, предшествовавший потере Кореей независимости, когда страна именовалась империей Тэхан чегук.
Головной убор формировался на специальных болванках на которых размещали плетеную конструкцию на которой размещали конские волосы и, затем, покрывали лаком.
Из-за специфического внешнего вида — направленных вверх восьми или двенадцати углов — чонджагван часто сравнивают с горной грядой.
Вероятно, такая форма придавалась убору намеренно: горы считались символом благородства и мудрости, а ношение чонджагвана подчеркивало высокий статус.